# Concentrilepis
Concentrilepis è un genere estinto di pesci ossei appartenenti agli attinotterigi vissuto durante il Permiano inferiore (Kunguriano) nei territori che oggi corrispondono al Dakota del Sud (Stati Uniti). L'unica specie nota è Concentrilepis minnekahtaensis.

## Descrizione
Concentrilepis minnekahtaensis è conosciuto da esemplari fossili eccezionalmente ben conservati , tra cui FMNH PF 3721, che comprende un cranio e tronco tridimensionali parziali con anatomia esterna e alcuni elementi interni del cranio, delle pinne pari e della copertura squamosa, e YPM 18649, che preserva la porzione posteriore del corpo.
Questo taxon mostra caratteristiche tipiche dei cosiddetti paleoniscoidi, tra cui una mascella superiore immobile con un processo suborbitale stretto e un'espansione postorbitale ampia, pinna caudale eterocerca e scaglie ganoidi rombiche. Si distingue da specie simili per le espansioni laterali doppie sull'osso frontale (equivalente al parietale dei Sarcopterygii), l'esclusione del lacrimale dal margine orale e le scaglie laterali più lunghe che alte, ornate da creste concentriche diritte ai margini e creste diagonali al centro.

## Classificazione
Concentrilepis minnekahtaensis venne descritto per la prima volta nel 2021, sulla base di fossili provenienti dal Minnekahta Limestone in Dakota del Sud.
Un'analisi filogenetica condotta con massima parsimonia (PAUP) e un'analisi bayesiana con 73 altri taxa e 222 caratteri ha posizionato Concentrilepis in una politomia con altri paleoniscoidi di fine Paleozoico e inizio Mesozoico.